# Marion Thees
Marion Thees, geborene Marion Trott (* 5. Juli 1984 in Eisenach), ist eine ehemalige deutsche Skeletonpilotin.

## Werdegang
Marion Thees begann 1996 beim BRC 05 Friedrichroda mit dem Rennrodeln. 2001 wechselte sie zum Skeleton und gab ihr Debüt im Januar 2003 im Skeleton-Europacup in einem Rennen in Königssee, wo sie sofort als Drittplatzierte ins Ziel kam. Ihr zweites Europacuprennen im Dezember des Jahres auf ihrer Heimbahn in Altenberg beendete sie hinter Julia Eichhorn als Zweitplatzierte. Es folgte ein vierter Platz bei den Deutschen Meisterschaften 2004 in Königssee, ihr bislang bestes Ergebnis in diesem Wettbewerb. Im Europacup erreichte sie hinter Julia Eichhorn in der Saison 2003/04 den zweiten Rang. Besonders erfolgreich wurden für Thees die Europacups 2005/06 und 2006/07, die sie gewann. Dazu gehörten vier gewonnene Europacuprennen in diesen vier Jahren, das erste im November 2005 in Igls. 2006 wurde sie zudem Deutsche Juniorenmeisterin und Dritte bei den Juniorenweltmeisterschaften in Igls. In ihrer letzten Saison als Juniorin wurde sie 2007 erneut deutsche Juniorenmeisterin sowie Juniorenweltmeisterin.

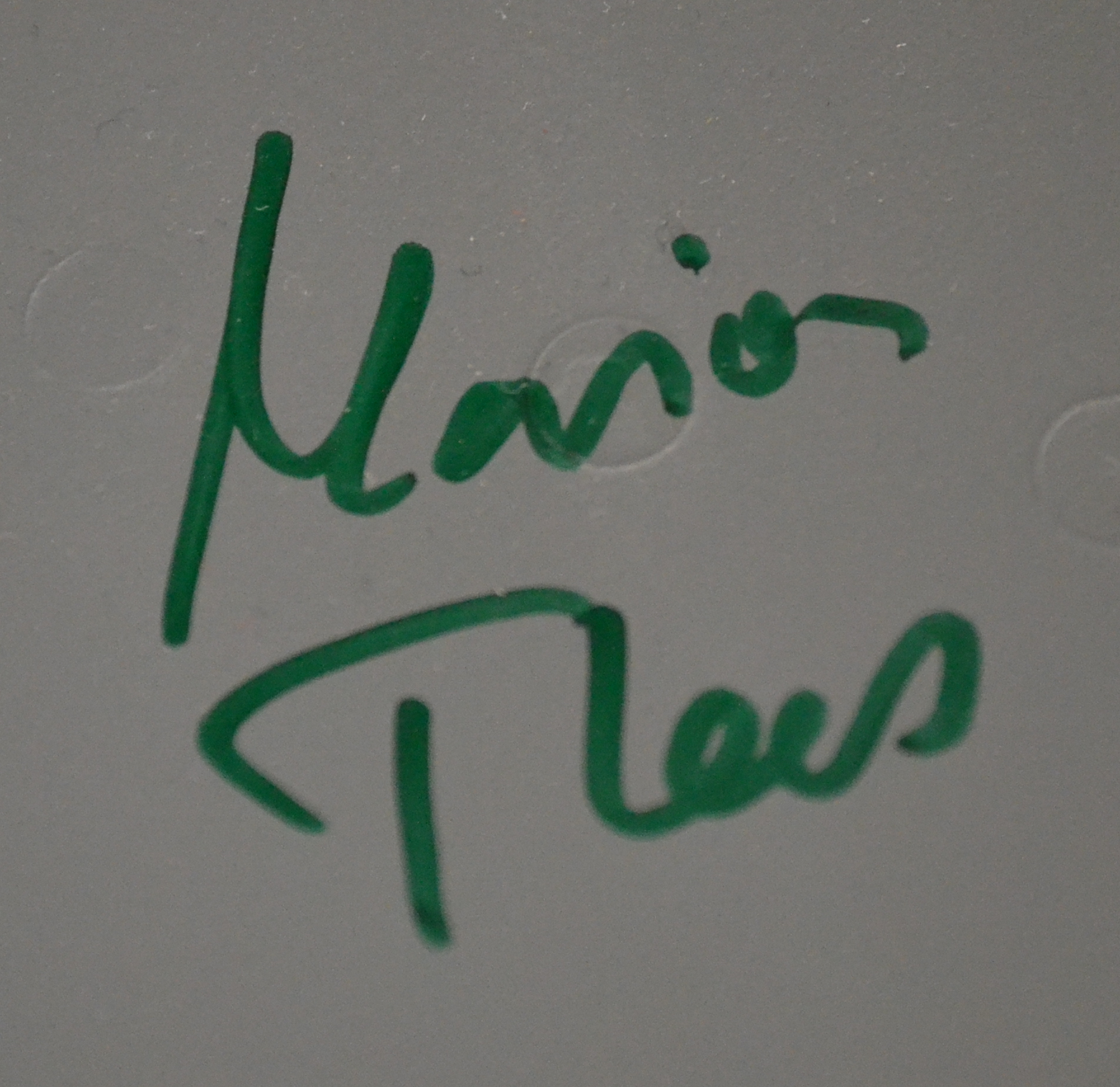
Signatur

Bei der deutschen Meisterschaft in Altenberg 2008 belegte sie Rang drei und qualifizierte sich damit erstmals für die Europa- und Weltmeisterschaften. Nach ihrem ersten Weltcuprennen 2005 in St. Moritz, bei dem sie 15. wurde, bestritt sie 2007/08 erstmals eine vollständige Weltcup-Saison. Ihr bestes Resultat war ein dritter Rang in Königssee, in der Gesamtwertung wurde sie Neunte. Bei der Skeleton-Weltmeisterschaft 2008 wurde sie Siebte, bei der Europameisterschaft Neunte.
In der Saison 2008/09 konnte Thees sich in den ersten fünf Saisonrennen immer auf einstelligen Rängen platzieren. Eine erste Medaille bei internationalen Meisterschaften gewann Thees bei der Skeleton-Europameisterschaft 2009 in St. Moritz, wo sie hinter Shelley Rudman auf den zweiten Platz kam. Beim sechsten Saisonrennen in Whistler feierte Thees ihren ersten Sieg im Weltcup. Mit einem zweiten Rang im vorletzten Saisonrennen in Park City übernahm Thees überraschend die Führung in der Gesamtwertung des Weltcups, den sie mit einem Sieg im letzten Rennen an selber Stelle vor Shelley Rudman und Katie Uhlaender gewann. In allen Saisonrennen kam Thees mindestens unter die besten sieben Starter und hatte damit die beste Bilanz aller Weltcup-Teilnehmerinnen der Saison, in die sie hinter Anja Huber und Kerstin Szymkowiak eigentlich als nur dritte deutsche Starterin ging. Gekrönt wurde die Saison 2008/2009 mit dem Gewinn der Skeleton-Weltmeisterschaft im Februar auf der Bahn von Lake Placid. Dabei konnte sie in den ersten drei Läufen jeweils die Bestzeit aufstellen, zudem gelang es ihr einen neuen Bahnrekord aufzustellen. Ferner gewann sie Gold im Team-Wettbewerb zusammen mit dem Skeletonpilot Frank Rommel und den Zweierbobs von Thomas Florschütz und Sandra Kiriasis.
Bei den Olympischen Winterspielen 2010 in Vancouver belegte sie den achten Platz.
Im Juni 2010 heiratete sie Martin Thees und nahm dessen Namen an.
In der Saison 2010/11 gelangen Thees drei Podiumsplatzierungen im Weltcup, darunter zwei Siege. Bei der Europameisterschaft 2011 wurde sie Vierte. Erneut zweimal Gold im Einzel und mit der Mannschaft gewann sie bei der Weltmeisterschaft.
Nachdem sie zwischenzeitlich für den BSR Rennsteig Oberhof gestartet war, kehrte sie 2011 wieder zu ihrem Heimatverein BRC 05 Friedrichroda zurück.
Thees studiert Sport- und Rehabilitationswissenschaften. Ihr Trainer war Frank Schwarz.
Am 29. September 2014 gab sie bekannt, ihre Karriere zu beenden und künftig als Trainerin arbeiten zu wollen.